# Saint-Paul-de-la-Croix
Pour les articles homonymes, voir Saint-Paul et saint Paul.
Saint-Paul-de-la-Croix  est une municipalité dans la municipalité régionale de comté de Rivière-du-Loup au Québec (Canada), située dans la région administrative du Bas-Saint-Laurent
. Construit sur une crête du contrefort des Appalaches, le village offre un panorama remarquable sur la plaine du Saint-Laurent et les montagnes de Charlevoix. La municipalité est le lieu de naissance de Victor-Lévy Beaulieu.

## Histoire
L’origine de la municipalité de Saint-Paul-de-la-Croix remonte à la création du canton Denonville en 1861. Les premiers terrains furent concédés en décembre de cette année, mais certains colons s’étaient déjà installés sans droit dans le canton. En 1869, 192 lots sont concédés et 67 de ces lots sont occupés par 94 familles pour une population totale de 430 personnes. C’est cette année-là que les habitants du canton demandent que celui-ci soit érigé en paroisse civile et canonique.
En réponse à cette demande, la paroisse de Saint-Paul-de-la-Croix est créée en 1870. La création de la municipalité de la paroisse de Saint-Paul-de-la-Croix suit trois ans plus tard. La première église est construite en 1872-1873. Devenue désuète, celle-ci est remplacée par l’église actuelle, construite entre 1907 et 1909.
Le 18 septembre 2021, la municipalité de la paroisse de Saint-Paul-de-la-Croix change son statut pour celui de municipalité.

## Géographie
La rivière Mariakèche délimite le sud-est de la municipalité et coule vers le nord-est.
La rivière Plainasse traverse la municipalité du sud-ouest vers le nord-est.
La rivière Famine en traverse l'ouest jusqu'à sa confluence rive gauche avec la rivière Plainasse.
À partir de son crénon, dans le nord-est, la rivière de la Gamelle coule vers le nord-est. 

## Démographie

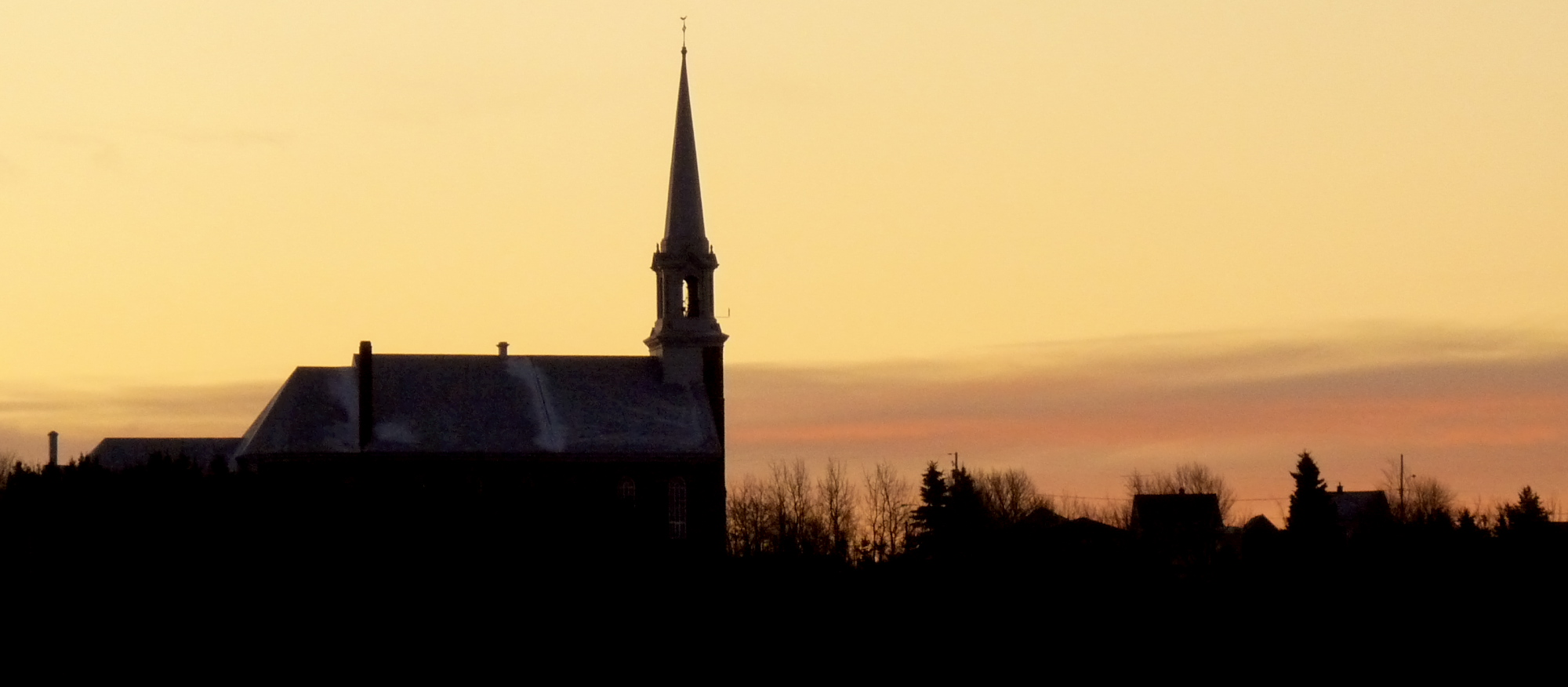
Vue du village de Saint-Paul-de-la-Croix à l'aube

| 1996 | 2001 | 2006 | 2011 | 2016 | 2021 |
| ---- | ---- | ---- | ---- | ---- | ---- |
| 402  | 374  | 370  | 367  | 309  | 313  |

## Administration
Les élections municipales se font en bloc pour le maire et les six conseillers.
| Saint-Paul-de-la-Croix Maires depuis 2003                                                                            |                 |         |          |
| Élection | Maire           | Qualité | Résultat |
| 2003 | Philippe Dionne |         | Voir     |
| 2005 | Philippe Dionne | Voir    |          |
| 2009 | Philippe Dionne | Voir    |          |
| 2013 | Philippe Dionne | Voir    |          |
| 2017 | Simon Périard   |         | Voir     |
| 2020 | Jérôme Dancause |         | Voir     |
| 2021 | Jérôme Dancause | Voir    |          |
| Élection partielle en italique Depuis 2005, les élections sont simultanées dans toutes les municipalités québécoises |                 |         |          |

À peine plus de 15 ans après l’arrivée des premiers colons, le territoire de Saint-Paul-de-la-Croix compte déjà 707 habitants (recensement du 1er juin 1877). Par la suite, sa population croît lentement pour atteindre un maximum de 1113 habitants en 1951. Frappée durement par la crise démographique qui touche la plupart des villages du Bas-Saint-Laurent à partir de cette époque, la municipalité voit sa population chuter dramatiquement à 680 habitants en 1971, puis à 442 habitants en 1991, pour s’établir à 370 en 2006, soit une baisse de 67 % en 55 ans.